# エーレンフリート・ベーゲ
エーレンフリート・オスカル・ベーゲ（ドイツ語: Ehrenfried Oskar Boege, 1889年11月11日 - 1965年12月31日）は、ドイツの軍人。最終階級は歩兵大将 (General der Infanterie)。第二次世界大戦中、第18軍司令官などを歴任した。

## 経歴

### 第一次世界大戦
プロイセン王国のポーゼン州オストロヴォ（現ポーランド領オストルフ・ヴィエルコポルスキ）に生まれ、1903年3月にポーゼンのマリエン・ギムナジウムにてアビトゥーア試験に合格した後、ミュンヘン大学及びグライフスヴァルト大学にて法学 (Rechtswissenschaft) 及び財務経理 (Kameralistik) を学んだ。グライフスヴァルト大学時代は学生結社「グライフスヴァルダー・ブルシェンシャフト・ルギア」(Greifswalder Burschenschaft Rugia) のメンバーだった。1911年夏からはケーニヒスベルク大学に移ったが、1912年末までに軍人になる決意を固めた。
1913年9月12日、コーセルにて第3上シレジア第62歩兵連隊 (3. Oberschlesisches Infanterie-Regiment Nr. 62) に入隊した。1914年5月、エンゲルス/ラインラントの軍事学校に入学。第一次世界大戦が勃発すると中尉に昇進し、同連隊において小隊長 (Zugführer) に任命された。1916年1月25日、第132機関銃突撃隊 (MG-Sturmtrupps 132) の指揮官に任命された。その後、第38予備歩兵旅団 (38. Reserve-Infanterie-Brigade) の副官 (Adjutant) として終戦を迎えた。

### ヴァイマル共和国
1919年から1920年にかけては上シレジア国境警備隊 (Oberschlesischen Grenzschutz) に所属し、オーベルグローガウ及びブリークにて勤務した。1921年1月1日、ヴァイマル共和国軍に復帰。当初メルンの第6歩兵連隊に送られ、まもなく指揮官補研修 (Führergehilfenausbildung) を受けた後、第2師団付参謀に任命された。1922年10月1日、シュフィドニツの第7（プロイセン）歩兵連隊 (7. (Preußisches) Infanterie-Regiment) 第3中隊長に、1929年3月12日には同連隊の第12中隊長となった。1932年10月1日からはドレスデン歩兵学校 (Infanterieschule Dresden) の教官を務め、1936年10月6日にはグリヴィツェの第84歩兵連隊第3大隊長に任命された。1938年11月3日、ポツダム軍事大学 (Kriegsschule Potsdam) にてA教導隊 (Lehrgruppe A) の指揮官となった。

### ナチス・ドイツと戦後
1938年8月26日、アドルフ・ヒトラーの軍事参謀に任命され、第二次世界大戦の勃発後も総統大本営副司令官としてヒトラーの近くに残された。ポーランド戦役後の1939年12月1日、ノイハマーに駐屯していた第161歩兵連隊の指揮を引き継ぎ、シレジアのゴルトベルクやオイペン、サン・クエンチンやブールジュなどを転戦した。
1940年7月13日に第7歩兵連隊長となり、1941年6月には東部戦線メーメル川付近で発生したスモレンスク包囲戦に参加。その後もヴャジマ及びブリャンスクの戦い、モスクワの戦いなどの激戦に参加した。1941年12月1日から1942年2月10日にかけて、第252歩兵師団長や第197歩兵師団長などを歴任。1943年11月5日、待命指揮官 (Führerreserve) に編入され、デーベリッツにて指揮将官研修 (Lehrgang für Kommandierende Generale) を受けた。
1944年2月1日、第41装甲軍団の軍団長に任命され、1944年3月25日からナルヴァ、エルゲリ、ドヴィンスクを転戦した。1944年9月5日、第18軍司令官に任命され、その後はクールラントにおける5つの戦いに参加した。1945年5月5日、ソ連赤軍の捕虜となり、強制労働25年間の判決を受けた。ヴォイコヴォ、ヴォログダ、ヴォルクタ、アスベスト市などの収容所に収監された。
1955年10月の特赦によって帰国を果たし、その後はボン、フュッセン、ヒルデスハイムに暮らした。ヒルデスハイムにて没した。

## 家族
1921年9月20日にルート＝ドロレス・プルドロと結婚しており、1人の娘と3人の息子がいた。息子の1人は後に連邦陸軍の准将となり、第18装甲旅団長などを歴任した。

## 階級
- 1913年9月13日、候補生 (Fahnenjunker)
- 1914年3月7日、候補生たる軍曹 (Fahnenjunker-Unteroffizier)
- 1914年5月20日、士官候補生 (Fähnrich)
- 1914年8月6日、少尉 (Leutnant)
- 1918年4月18日、中尉 (Oberleutnant)
- 1926年10月1日、大尉 (Hauptmann)
- 1934年8月1日、少佐 (Major)
- 1937年3月28日、中佐 (Oberstleutnant)
- 1940年2月1日、大佐 (Oberst)
- 1942年4月1日、少将 (Generalmajor)
- 1943年1月21日、中将 (Generalleutnant)
- 1944年3月25日、歩兵大将 (General der Infanterie)

## 受章
- 二級鉄十字章（1914年版）- 1914年9月30日
- 一級鉄十字章（1914年版）- 1917年2月6日
- 一級及び二級鉄十字章（1939年版）略章 - 1940年6月16日
- 歩兵突撃章 - 1941年10月18日
- 柏葉付騎士鉄十字章[1]
  - 騎士鉄十字章 - 1941年12月22日
  - 柏葉章 - 1944年9月21日
- ドイツ十字章金章 - 1943年1月13日[1]